# National Council of Women in Burma
National Council of Women in Burma, var en kvinnoorganisation i Burma, grundad 1926.
National Council of Women in Burma bildades 1926 som en mer progressiv rörelse än sina föregångare Burmese Women's Association och Young Women’s Buddhist Association, som båda hade grundats 1919 och som stödde kvinnors rättigheter inom ramen för den buddhistiska självständighetsrörelsen från britterna. 
Den var associerad med National Council of Women in India och Burmas representant inom International Council of Women. 
Daw Mya Sein (även kallad May Oung), även ordförande för Burmese Women’s Association, blev en ledande medlem. Hon närvarade vid London Roundtable Conference
on Burma 1931 på rekommendation av Women’s Freedom League i London och påpekade att kvinnor i det buddhistiska Burma hade haft lika rättigheter inom arv, äktenskap och skilsmässa före kolonialismen och begärde att få dessa lagar respekterade av britterna. Som representant för National Council of Women in Burma var Daw San Burmas delegat för All Asian Women’s Conference 1931. 
National Council of Women in Burma verkade främst för att förena kvinnor i internationell solidaritet för att uppnå målen inom kvinnors rättigheter. Det utsattes för kritik för att ignorera nationella frågor till förmån för internationella, särskilt som det hade en majoritet brittiska kvinnor i sin styrelse. Därför bildades 
Burmese National Council of Women som en utbrytargrupp ur National Council of Women in Burma av Daw Mya Sein och Daw San.